# Rudolf Arthur Pastor
Rudolf Arthur Pastor (* 4. November 1828 in Burtscheid; † 14. November 1892 in Aachen) war ein deutscher Nadelfabrikant und königlich-preußischer Kommerzienrat.

## Leben und Wirken
Der Sohn des Tuch- und Nadelfabrikanten Philipp Heinrich Pastor (1787–1844) und der Johanna Wilhelmine Henriette Lindgens (1799–1876) absolvierte nach seiner Schulzeit eine kaufmännische Ausbildung einschließlich eines zweijährigen Studienaufenthalts in Spanien.
Anschließend übernahm er zusammen mit seinem Bruder Peter Heinrich Gotthard Pastor (1826–1892) die väterliche Nadelfabrik in Burtscheid, die fortan unter dem Namen Philipp Heinrich, Pastors Söhne firmierte. Nachdem sein Bruder aus dem Geschäft ausgestiegen, und nach New York City gezogen war, wo dieser dann das Import-Export-Unternehmen Pastor & Hardt gründete, wurde Rudolf Arthur Pastor alleiniger Inhaber des Burtscheider Unternehmens und beteiligte sich aber zusätzlich an dem Amerika-Geschäft seines Bruders.
Er setzte mit seinem Engagement den Aufschwung der Nadelfabrikation, der bereits unter seinem Vater in Aachen begonnen hatte, konsequent fort. Darüber hinaus machte er sich besonders für die Belange Burtscheids verdient, wurde zum stellvertretenden Friedensrichter sowie mehrfach sowohl zum Beigeordneten und Stadtrat als auch zum Kreisdeputierten des Landkreises Aachen ernannt und in den Provinzialrat der Rheinprovinz gewählt.
Neben seinem beruflichen Engagement widmete Pastor einen Großteil seiner Zeit öffentlichen und ehrenamtlichen Aktivitäten. So war er unter anderem:
- Aufsichtsratsvorsitzender der Aachener Disconto-Gesellschaft, bis 1872 Banksparte der Transport- und Speditionsfirma „Leopold Scheibler & Charlier“, die 1902 zur „Rheinischen Diskonto-Gesellschaft“ und 1905 zur „Rheinisch-Westfälischen Diskontogesellschaft“ umfirmierte und ab 1917 in die Dresdner Bank einfloss.
- Direktionsmitglied der Vereinigungsgesellschaft für Steinkohlenbau im Wurmrevier
- Verwaltungsratsmitglied der Aachener Feuerversicherungsgesellschaft, der späteren AachenMünchener und heutigen Generali Deutschland
- Verwaltungsratsmitglied der Deutsch-Ostafrikanischen Gesellschaft
- Mitglied der Handelskammer Aachen

## Ehrungen (Auswahl)
Für seine vielseitigen Verdienste wurde Pastor mehrfach ausgezeichnet und erhielt unter anderem:
- das Ritterkreuz des österreichischen Franz-Joseph-Ordens (1873)
- das Ritterkreuz 1. Klasse des badischen Ordens vom Zähringer Löwen
- das Ritterkreuz des Ordens de Isabel la Católica
- die Preußische Rettungsmedaille am Band für die Rettung aus Lebensgefahr eines Mitarbeiters in seiner Fabrik

## Familie
Rudolf Arthur Pastor war verheiratet mit Emilie Adolfine Maria Kannengießer (1827–1902), Tochter des Teppichfabrikanten Heinrich Joseph Kannengießer, mit der er vier Söhne hatte. Sein Sohn Philipp Heinrich Arthur Pastor (1856–1931) übernahm die Nadelfabrik „Philipp Heinrich, Pastors Söhne“ und überführte diese 1917 in die Rheinische Nadelfabrik AG, bei der es sich um einen Zusammenschluss von zwanzig Nadelfabriken innerhalb und außerhalb Aachens handelte, aus der schließlich 1955 die Rhein-Nadel Automation GmbH hervorgegangen ist. Dessen Sohn Carl Arthur Pastor (1885–1960), Gerichtsassessor und Bankdirektor, Aufsichtsratsvorsitzender der AachenMünchner, wurde zum Ehrensenator und Ehrenbürger der RWTH Aachen ernannt. Auf ihn geht die Carl-Arthur Pastor-Stiftung zurück.
Ein weiterer Sohn von Rudolf Arthur, Karl Theodor von Pastor (1857–1919), wurde zunächst von 1893 bis 1899 zum Landrat des Kreises Malmedy und anschließend des Landkreises Aachen ernannt, war von 1901 bis 1918 Abgeordneter des Rheinischen Provinziallandtages und wurde 1907 in den erblichen Adelsstand erhoben.
Ein dritter Sohn, Wilhelm Emil Pastor (1865–1925), erwarb eine Teilhaberschaft an den Tuchfabriken C. Nellessen, J. M. Sohn sowie J. H. Kesselkaul, wurde Regierungsassessor und war langjähriger Vorsitzender des Tuchfabrikantenvereins Aachen. 
Rudolf Arthur Pastor fand ebenso wie seine Kinder seine letzte Ruhestätte in der Familiengruft auf dem Heißbergfriedhof in Burtscheid.